# Cucunatí
Cucunatí es un corregimiento del distrito de Santa Fe en la provincia de Darién, República de Panamá. La localidad tiene 1.346 habitantes (2010).